# V.f.B. Union-Teutonia Kiel
Der V.f.B Union-Teutonia Kiel von 1908 e.V. (kurz: UT Kiel) ist ein Sportverein in Kiel. Die erste Fußballmannschaft spielte vier Jahre in der höchsten Amateurliga Schleswig-Holsteins.

## Geschichte
Der Verein wurde am 3. Juli 1919 durch die Fusion des FC Union Kiel und FC Teutonia Kiel gegründet. Der FC Union Kiel wurde am 4. Oktober 1908 gegründet, während die Teutonia im Jahre 1910 durch die Fusion der Vereine Germania Kiel, Nordstern Kiel und FC Altstadt Kiel entstand.
Zwischen 1921 und 1933 gehörte UT, dessen Spieler „Gelbhemden“ genannt wurden, der höchsten Spielklasse von Schleswig-Holstein an. Im Jahre 1926 qualifizierte sich die Mannschaft zunächst sportlich für die Endrunde um die Norddeutsche Meisterschaft und wäre dort auf den Hamburger SV getroffen. Nach einem Protest des Lokalrivalen FC Kilia rutschte UT auf den zweiten Platz zurück. Zwei Jahre später wurde UT Vizemeister und qualifizierte sich für die norddeutsche Endrunde, wo die Kieler in der Qualifikation Hannover 96 mit 1:3 unterlagen. Im Jahre 1933 wurde UT nicht in die neu geschaffene Gauliga Nordmark aufgenommen und scheiterte ein Jahr später in der Aufstiegsrunde. Nach abweichenden Angaben ging seit der Saison 1943/44 oder der Saison 1944/45 Union-Teutonia zusammen mit Kilia Kiel eine Kriegsspielgemeinschaft ein, die sowohl als „KSG Kilia Kiel / Union Teutonia Kiel“ als auch als „KSG Kiel“ bezeichnet wurde. Diese KSG wurde wegen Sportplatzmangels von Union-Teutonia eingegangen.
Nach dem Zweiten Weltkrieg gelang im Jahre 1950 der Aufstieg in die Bezirksklasse Ost, dem vier Jahre später der Aufstieg in die Landesliga Schleswig-Holstein folgte. 1959 gelang der erneute Aufstieg, ehe UT 1961 wieder zurück auf Bezirksebene musste. Sieben Jahre später qualifizierte sich die Mannschaft für die neu geschaffene Verbandsliga Nord. Nach einem zwischenzeitlich Ab- und Wiederaufstieg folgte 1975 der Abstieg in die Bezirksliga, der die sportliche Talfahrt des Vereins einläutete. Im Jahre 1988 stieg UT mit nur 2:58 Punkten in die Bezirksklasse ab und wird prompt in die Kreisliga durchgereicht. Dort kam es in der Saison 1994/95 zu der kuriosen Situation, dass die erste Mannschaft in die Kreisklasse abstieg, während die zweite Mannschaft als Aufsteiger in die Bezirksklasse durchmarschierte. Nach der Auflösung der Bezirksklassen ging es 1999 zurück in die Kreisliga. Seit dem Abstieg im Jahre 2009 trat UT in der Kreisklasse A an, bevor 2018 über eine Aufstiegsrunde die Rückkehr in die Kreisliga gelang.
Zwischen 1984 und 2002 gab es bei UT auch eine Frauenmannschaft, die 1992, 1995 und 1996 jeweils schleswig-holsteinischer Vizemeister wurde.
Die Heimspiel von UT Kiel werden auf dem innenstadtnahen Professor-Peters-Platz ausgetragen. Im Clubheim von UT sind die Umkleidekabinen nach Gerhard Delling und Manfred Greif benannt.

## Persönlichkeiten
- Peter Ehlers - Fußballer
- Manfred Greif - Fußballer
- Gerhard Delling - Sportjournalist
- Oliver Eufinger (Klavki) - Schriftsteller